# محمد دلاوری
محمّد دلاوری (زادهٔ ۱۳۵۲) نویسنده، روزنامه‌نگار و مجری و فیلم‌سازِ مستند ایرانی است که با ساخت برنامه صرفاً جهت اطلاع به شهرت رسید. وی تاکنون چندین مرتبه به عنوان نامزد بهترین چهره تلویزیونی جشن حافظ انتخاب شده‌است.

## مستندسازی
- مجموعه مستندهای انقلاب جنسی، که توانست رکورد فروش مستند را در فضای مجازی بشکند.[۱][۱][۲][۳][۴]
- متولد اورشلیم[۵][۶][۷][۸][۸][۹]

## کتاب‌ها
| سال  | عنوان کتاب                  | توضیحات                                        | ناشر             | منبع                               |
| ---- | --------------------------- | ---------------------------------------------- | ---------------- | ---------------------------------- |
| ۱۳۹۶ | ۹۷۶ روز در پس کوچه‌های اروپا | خاطرات و تجربه‌نگاری خبرنگاری در اروپا          | انتشارات قدیانی  | [ ۱۰ ] [ ۱۱ ] [ ۱۲ ] [ ۱۳ ] [ ۱۴ ] |
| ۱۳۹۷ | بدون درد و خون‌ریزی          | مصاحبه با مدیران و فعالان رسانه‌ای سرشناس ایران | انتشارت مهراندیش |                                    |

روزنامه‌نگاری بدون درد و خونریزی: دلاوری در مصاحبه‌ای با روزنامه جام جم خبر از عدم مجوز انتشار توسط وزارت ارشاد داد. وی پس از گذشت مدتی موفق به اخذ مجوز شد و نسخه الکترونیکی آن را در اسفند ۱۳۹۸ منتشر کرد. دلاوری همچنین در صفحه اینستاگرامش از گذراندن مراحل پایانی چاپ این کتاب خبر داد.

## برنامه‌های تلویزیونی

### برنامه خبری «صرفاً جهت اطلاع»
صرفاً جهت اطلاع نام یک برنامه خبری است که پنجشنبه شب‌ها در اخبار ۲۰:۳۰ شبکه ۲ سیمای جمهوری اسلامی ایران و اخبار شبانگاهی ساعت ۲۲ شبکه ۳ سیمای جمهوری اسلامی ایران پخش می‌شد. این برنامه خبری نگاهی انتقادی و طنزآلود نسبت به صحبت‌های سیاستمداران و برنامه‌های تلویزیونی داشت. این برنامه را محمد دلاوری پایه‌گذاری کرد و پس از حدود دو سال و هشتاد برنامه هفتگی، نویسندگی و اجرای آن را به کامران نجف زاده و امیر شجاعی سپرد. دلاوری علت خروج خود را از این برنامه، درخواست مسئولین برای موضع‌گیری‌های ناحق دربرابر برخی مسائل فرهنگی و سیاسی و استرس و فشار زیادی که بر او وارد می‌شد، عنوان کرد.

### برنامه تلویزیونی «توقف ممنوع»
توقف ممنوع، برنامه‌ای است که به موضوعاتی نظیر فرهنگ مصرف، سودجویی و سایز موضوعات اقتصادی می‌پردازد، این برنامه با اجرای دلاوری از شبکه پنج سیمای جمهوری اسلامی ایران پخش می‌شد.

### برنامه تلویزیونی «پایش»
دلاوری که اجرای برنامه تلویزیونی پایش را بر عهده داشت، در چندین برنامه با نقدها و کنایه‌های خود به سخنان وزیر بهداشت و علی اکبر ولایتی، حسن روحانی و دیگر رجال سیاسی واکنش نشان داد. او پس از مدتی به دلائل نامعلوم از اجرای این برنامه کنار گذاشته شد. وی همچنین از طریق پستی در صفحه شخصی اینستاگرامش نسبت به کنار گذاشتنش از این برنامه واکنش نشان داد. دلاوری همچنین در مصاحبه ای با صبح نو، ادعا کرد که خیلی از مدیران سازمان صداو سیما به واسطه کارهای اودر این سال‌ها دچار دردسر شده‌اند.

### برنامه تلویزیونی «منِ او»
محمد دلاوری در مهر ۹۸ به عنوان مجری ویژه برنامه «منِ او» که به مناسبت ایام اربعین از شبکه یک سیما پخش می‌شد، انتخاب شد.

### برنامه تلویزیونی «تهران ۲۰»
«تهران ۲۰» نام مجموعه ای تلویزیونی است که به موضوعات اجتماعی مرتبط با زندگی مردم در تهران و سایر کلانشهرها می‌پردازد. این برنامه با اجرای دلاوری و از شبکه پنج سیمای جمهوری اسلامی ایران پخش می‌شد.

## حواشی
- مصاحبه دلاوری با پرویز فتاح در اسفند ۱۳۹۸ و در برنامه «تهران ۲۰» باعث بروز حواشی و اظهارنظرهای مردم و اهالی رسانه شد. به نحوی که معاون خبر ایرنا این مصاحبه را جزئی از تاریخ رسانه خواند؛ حسین دهباشی، عباس عبدی و سایر اهالی رسانه نیز به رفتار فتاح واکنش جدی نشان دادند.[۳۴] این جدال لفظی به این شکل به وجود آمد که دلاوری بخشی از سوالات مردم دربارهٔ طولانی شدن ساخت آزادراه تهران - شمال و قراردادن عوارض سنگین بر آن را مطرح کرد. سپس فتاح در واکنش به این سوالات (که دلاوری آن‌ها را سوالات مردم خواند) چنین پاسخ داد:[۳۵][۳۶][۳۷][۳۸]

کی گفته شما نماینده مردم هستید؟ شما نماینده مردم نیستید. صداوسیما شما را گذاشته از من سؤال بپرسید!

خبرگزاریهای داخلی از ممنوع خروج بودن و ضبط گذرنامه وی در تاریخ ۲۲ آذر می‌دهند هنوز اطلاعاتی در دسترس نمی‌باشد.

## اخراج از خبر
دلاوری در مصاحبه با برنامه فرمول یک خبر از اجرای برنامه چالشی تهران ۲۰ را داد. بعد از چند سال اجرای برنامه چالشی تهران ۲۰ از مجری گری این برنامه تلویزیونی کنار رفت.

## ممنوع الخروجی
دلاوری در ۲۱ آذر ماه سال ۱۴۰۱ هنگام خروج از کشور متوجه ممنوع الخروجی و پاسپورتش ضبط شد. با اینکه او هنوز جزئیات این ممنوع الخروجی را ذکر نکرده اما طبق شایعات اظهار نظرهای جنجالی او در سال‌های اخیر در تلویزیون باعث این ممنوع الخروجی آن هم در روزهای خیزش ۱۴۰۱ ایران شده‌است

## جوایز
| سال  | جشنواره                        | بخش                          | اثر              | نتیجه    | جایزه      | منبع                 |
| ---- | ------------------------------ | ---------------------------- | ---------------- | -------- | ---------- | -------------------- |
| ۱۳۹۷ | پنجمین جشنواره تلویزیونی جام‌جم | بهترین مجری برنامه‌های ترکیبی | پایش (شبکه۱)     | برنده    |            | [ ۴۱ ] [ ۴۲ ] [ ۴۳ ] |
| ۱۳۹۹ | بیستمین جشن حافظ               | بهترین چهره تلویزیونی        | تهران ۲۰ (شبکه۵) | نامزدشده | تندیس حافظ | [ ۴۴ ] [ ۴۵ ] [ ۴۶ ] |
| ۱۴۰۰ | بیست و یکمین جشن حافظ          | بهترین چهره تلویزیونی        | تهران ۲۰ (شبکه۵) | نامزدشده | تندیس حافظ | [ ۴۷ ]               |